# 임채윤
임채윤(林采潤, 1964년 9월 22일 ~)은 대한민국의 영화배우 겸 무술감독 스텝이다. 한국방송통신대학교 중어중문학과를 졸업했다. 특기는 쿵후(kung-fu)5단이다.

## 학력
- 이리공업고등학교(1983년졸업)
- 한국방송통신대학교 중어중문학과 (2001학번 2006졸업)

## 영화 작품

### 주요 영화 및 TV 출연작품
- 1984년 《이지돌과 루팡》출연, 스턴트
- 1990년 《종자골》: 헌병
- 1990년 《전설의 용사 반달가면》: 아가리
- 1991년 《영구와 황금박쥐》황금박쥐
- 1990년 《누가 붉은 장미를 꺽었나》출연
- 1991년 《신비의 용사 반달가면》: 흑제비
- 1991년 《부채 도사와 홍길동》: 황금마왕
- 1991년 《우주의 용사 반달가면》무술지도
- 1991년 《그림 도사와 홍길동》: 흑나찰, 무술지도
- 1991년 《위기의 용사 반달가면》: 검은 모자, 무술지도
- 1991년 《하늘의 용사 이글맨》무술감독
- 1991년 《엽전 도사와 젓가락 도사》무술지도, 출연, 스턴트
- 1992년 《이맹구의 천방지축 학당》무술지도
- 1993년 《용호의 권》존 역, 무술감독
- 1993년 《북두의 권》싱 역, 무술지도
- 1993년 《경찰청 사람들》출연
- 1994년 《서울의달》출연
- 1995년 《피아노가있는겨울》출연
- 1995년 《런 어웨이》출연
- 1995년 《모래시계》출연

그외 다수...

### 주요 무술감독 작품
- 1991년 《위기의 용사 반달가면》무술
- 1991년 《하늘의 용사 이글맨》무술감독
- 1992년 《해룡이와 달자의 추억의 책가방》무술감독
- 1992년 《터미네이터와 형사 곰팽이》무술감독
- 1993년 《용호의 권》무술감독
- 1995년 룰라 3집 뮤직비디오 《천상유애》무술지도, 출연, 대역
- 1996년 《보스》무술지도
- 1996년 SBS 《3.1절 특집드라마 안중근》무술감독

그외 다수작품 무술지도 및 감독...

## 다른 뜻
임채윤은 말이야와 친구들의 멤버 중 하나인 유니의 본명이다.